# Apanteles aeolus
Apanteles aeolus är en stekelart som beskrevs av Nixon 1965. Apanteles aeolus ingår i släktet Apanteles och familjen bracksteklar. Inga underarter finns listade i Catalogue of Life.